# Thorigny

Thorigny este o comună în departamentul Vendée, Franța. În 2009 avea o populație de 1,075 de locuitori.